# Trentanove articoli di religione
I trentanove articoli di religione possono essere considerati la confessione di fede fondamentale della Chiesa anglicana o Chiesa d'Inghilterra e delle chiese consociate che si dicono "episcopaliane". Pubblicati per la prima volta nel 1563 dalla regnante Elisabetta I e sanzionati da un sinodo londinese, sono diventati testo ufficiale della Chiesa d'Inghilterra e sono entrati nel Book of Common Prayer.
La traduzione del loro titolo esteso recita: "Articoli | concordati dagli arcivescovi | e vescovi di entrambe le province | e l'intero clero nella | convocazione tenutasi a Londra | nell'anno 1562 per evitare | le diversità di opinione e | per stabilire il consenso | al riguardo della vera religione".

## Lineamenti storici
L'origine dei "Trentanove articoli di religione" può essere fatta risalire ai "Dieci articoli" del 1536, una dichiarazione di compromesso destinata a stabilire una "quiete ed unità cristiana" al tempo della rivoluzione, quando la separazione tra Stato e Chiesa stava appena cominciando. Nel 1539, quando stava declinando l'influenza di Thomas Cranmer, sono introdotti i "Sei articoli" da Enrico VIII per contrastare l'avanzata della teoria e della pratica riformata. Questi articoli sono seguiti nel 1537 dal Libro del Vescovo (Bishop's Book) e riveduto nel 1543 come il Libro dei Re (the Kings' Book), che esponeva alcuni punti dottrinali della fede cristiana e trattavano dei rapporti fra la Chiesa d'Inghilterra e il cattolicesimo.  L'anno 1553 vede la pubblicazione, sotto Edoardo VI del "Quarantadue articoli", intesi ad evitare le controversie e stabilire l'unità "in certe questioni di religione", e sono largamente l'opera di Thomas Cranmer e Nicholas Ridley.
La storia degli articoli si interrompe con il breve regno della cattolica Maria I, ma riprende sotto Elisabetta I. Matthew Parker arcivescovo di Canterbury, produce così un documento provvisorio, una sua confessione di fede, negli "Undici articoli" del 1561. Nel 1563 una convocazione rivede i "Quarantadue articoli" e li fa diventare 39, sebbene Elisabetta stessa cancelli l'articolo 29 (che tratta dei "malvagi che non si nutrono del Corpo di Cristo"), per placare il partito filo-cattolico, e aggiunge una proposizione d'apertura all'articolo 20, affermando l'autorità della chiesa di decretare riti e cerimonie. La convocazione del 1571 ristabilisce l'articolo 29 per dare agli articoli l'aspetto attuale. Nonostante ulteriori revisioni del Prayer Book, gli articoli non subiscono più modifiche.
La ragione principale per dare forza legale ai 39 articoli, in quel tempo, è presentata da Matthew Parker in una lettera alla regina, datata 24 dicembre 1566: (1) essi riguardano il progresso della vera religione; (2) essi sono conformi alla Parola di Dio; (3) essi condannano gli errori dottrinali; (4) essi stabiliscono l'unità. Gli articoli coprono principalmente le dottrine cattolica e riformata sulle sacre scritture, il Dio trino, la salvezza, i sacramenti della Chiesa e i ministeri.
Gli articoli non dovrebbero essere considerati come un compromesso, una via di mezzo, fra il cattolicesimo e il protestantesimo, ma sono una risposta sia agli estremi del cattolicesimo che dell'anabattismo.
Presupponendo che questi articoli abbiano un interesse più che storico, la loro funzione, come nel passato, può ora essere concepita come (così G. W. Bromiley):
- preservare l'ordine dogmatico della Chiesa anglicana e delle chiese in comunione con essa;
- esercitare un'influenza unificatrice su liturgia e canoni;
- essere un criterio per verificare l'accettabilità di eventuali nuovi insegnamenti;
- fornire un quadro generale per regolare il continuo dibattito teologico;
- far sì che la chiesa sia continuamente sfidata ad attenersi alla norma biblica e apostolica.

Dal 1865 si richiede che tutti i ministri di culto anglicani sottoscrivano questi 39 articoli e si è tentato a più riprese, ma senza successo, di modificarli.
I Trentanove articoli di religione sono molto brevi rispetto alle confessioni di fede luterane e riformate e sembrano unicamente interessati a fissare un minimo di consenso dottrinale nell'ambito delle varie chiese nazionali derivate dalla Riforma protestante.